# Liste der Bodendenkmäler in Emmering (Landkreis Fürstenfeldbruck)
Auf dieser Seite sind die Bodendenkmäler in der oberbayerischen Gemeinde Emmering zusammengestellt. Diese Tabelle ist eine Teilliste der Liste der Bodendenkmäler in Bayern. Grundlage ist die Bayerische Denkmalliste, die auf Basis des Bayerischen Denkmalschutzgesetzes vom 1. Oktober 1973 erstmals erstellt wurde und seither durch das Bayerische Landesamt für Denkmalpflege geführt wird. Die folgenden Angaben ersetzen nicht die rechtsverbindliche Auskunft der Denkmalschutzbehörde.

## Bodendenkmäler in Emmering
| Lage       | Objekt | Akten-Nr.     | Bild           |
| ---------- | --- | ------------- | -------------- |
| (Standort) | Grabhügel vorgeschichtlicher Zeitstellung. | D-1-7833-0050 |                |
| (Standort) | Siedlung vor- und frühgeschichtlicher Zeitstellung. | D-1-7833-0074 |                |
| (Standort) | Siedlung und Körpergräber vor- und frühgeschichtlicher Zeitstellung. | D-1-7833-0080 |                |
| (Standort) | Reihengräberfeld des frühen Mittelalters. | D-1-7833-0091 |                |
| (Standort) | Reihengräberfeld des frühen Mittelalters. | D-1-7833-0096 |                |
| (Standort) | Körpergräber vor- und frühgeschichtlicher Zeitstellung. | D-1-7833-0102 |                |
| (Standort) | Reihengräberfeld und zugehörige Siedlung des frühen und älteren Mittelalters.                                                                                              | D-1-7833-0103 |                |
| (Standort) | Burgstall des späten Mittelalters (Burgstall Roggenstein) mit zugehörigem Wirtschaftshof und ehemaliger Burgkapelle St. Georg.                                             | D-1-7833-0104 | weitere Bilder |
| (Standort) | Siedlung des frühen Mittelalters. | D-1-7833-0108 |                |
| (Standort) | Siedlung und Bestattungsplatz mit Kreisgräben vor- und frühgeschichtlicher Zeitstellung.                                                                                   | D-1-7833-0116 |                |
| (Standort) | Verebneter Grabhügel mit Bestattungen der Hallstattzeit | D-1-7833-0119 |                |
| (Standort) | Siedlung vor- und frühgeschichtlicher Zeitstellung. | D-1-7833-0169 |                |
| (Standort) | Siedlung vor- und frühgeschichtlicher Zeitstellung. | D-1-7833-0171 |                |
| (Standort) | Siedlung und Bestattungsplatz mit Kreisgräben vor- und frühgeschichtlicher Zeitstellung.                                                                                   | D-1-7833-0183 |                |
| (Standort) | Siedlung vor- und frühgeschichtlicher Zeitstellung. | D-1-7833-0184 |                |
| (Standort) | Siedlung und Körpergräber vor- und frühgeschichtlicher Zeitstellung. | D-1-7833-0191 |                |
| (Standort) | Siedlung und Bestattungsplatz mit Kreisgräben und Grabgärten vor- und frühgeschichtlicher Zeitstellung.                                                                    | D-1-7833-0270 |                |
| (Standort) | Untertägige spätmittelalterliche und frühneuzeitliche Befunde und Funde im Bereich der katholischen Kapelle St. Georg. in Roggenstein.                                     | D-1-7833-0339 | weitere Bilder |
| (Standort) | Untertägige mittelalterliche und frühneuzeitliche Befunde im Bereich der katholischen Pfarrkirche St. Johann Baptist und Evangelist in Emmering und ihrer Vorgängerbauten. | D-1-7833-0341 | weitere Bilder |
| (Standort) | Siedlung des frühen, hohen und späten Mittelalters sowie der frühen Neuzeit.                                                                                               | D-1-7833-0382 |                |
| (Standort) | Verebnete Viereckschanze der späten Latènezeit. | D-1-7833-0396 |                |
| (Standort) | Grabhügel vorgeschichtlicher Zeitstellung. | D-1-7833-0399 |                |